# Chinesische Währung

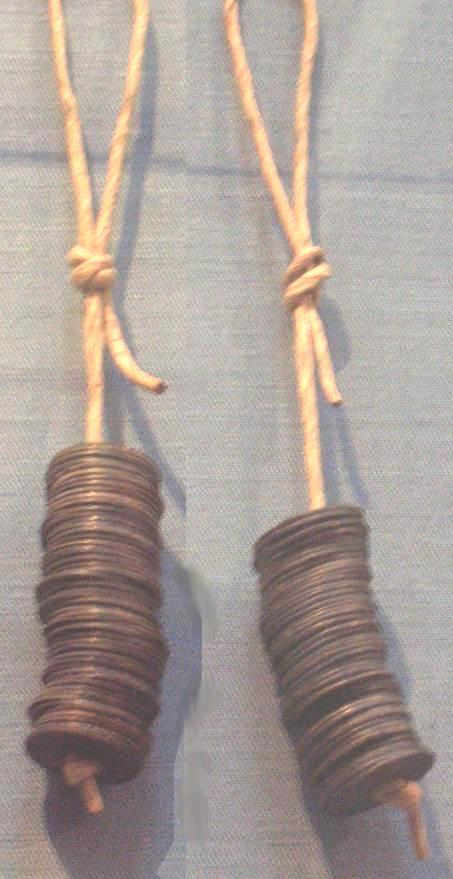
Käsch-Schnüre, Qing-Dynastie

Der Gebrauch von Geld ist in China seit der Jungsteinzeit nachgewiesen. Seither fand eine Vielzahl unterschiedlicher Währungen Verwendung. Die heutige Währung in China heißt seit 1949 Renminbi (chinesisch 人民幣 / 人民币, Pinyin rénmínbì – „Volksgeld“) die Einheit ist der Yuán (元).

## Frühzeit

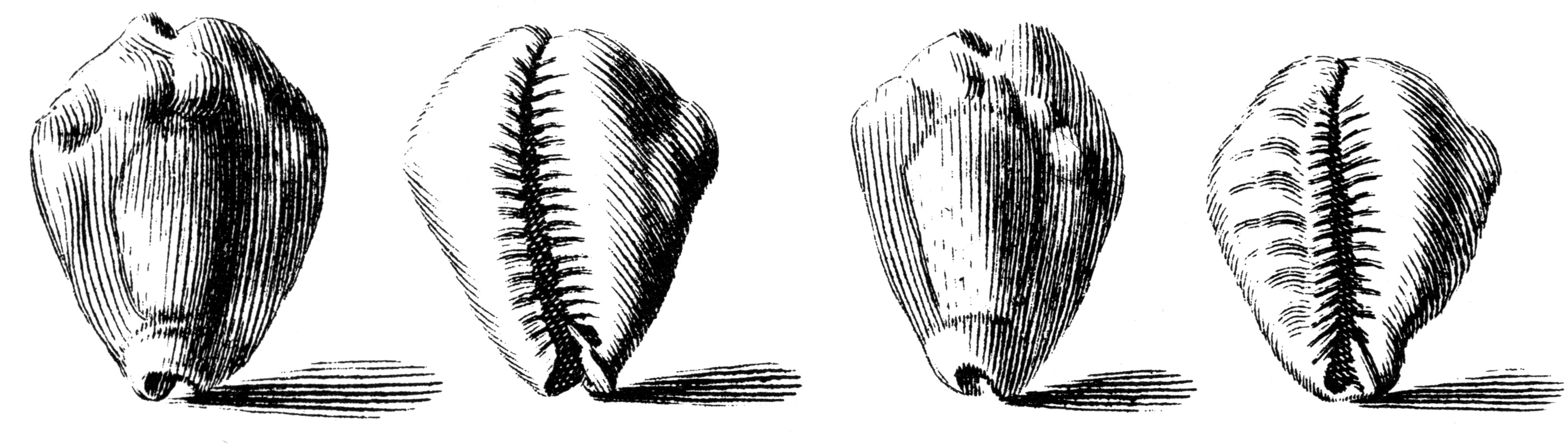
Kaurischnecken

Die Geschichte des Geldes begann in China im 2. oder 3. Jahrtausend v. Chr. mit dem Gebrauch der Schalen von Kaurischnecken, dem sogenannten Kaurigeld. Der von ihr piktografisch abgeleitete Radikal Bèi (貝) ist heute noch Bestandteil zahlreicher mit Geld in Zusammenhang stehender Schriftzeichen wie etwa Ware (貨 Huò), kaufen (買 mǎi), verkaufen (賣 mài), oder Händler (販 fàn). Angesichts der damals noch erheblichen Bedeutung des Tauschhandels sowie von Naturwährungen wie Sklaven, Seide, Pferden, Jade und Bronzegeräten dürfte der Umlauf von Kauri-Währung freilich begrenzt gewesen sein. In größerem Maße wurde sie für die Entlohnung von Fürsten sowie für Tributzahlungen genutzt. Die Kaurischnecken wurden gelocht und auf Peng genannte Schnüre aufgezogen. Später wurden Imitate der Kaurischnecke aus Knochen, Holz, Metall und anderen Materialien hergestellt.

## Altertum

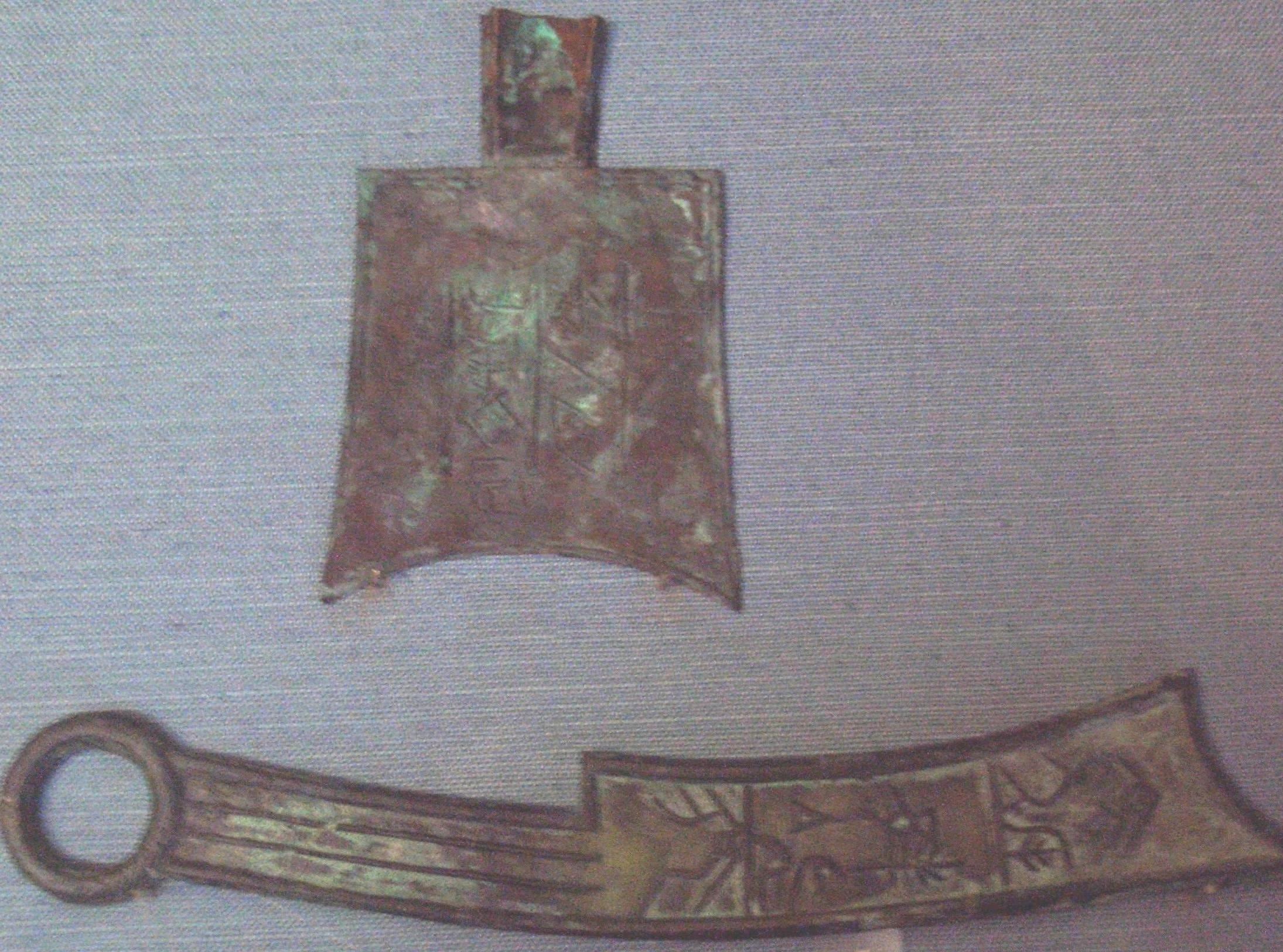
Messer- und Spatengeld, 5. Jh. v. Chr.

Während der Shang-Dynastie kamen Zahlungsmittel aus Bronze in Gebrauch; die ältesten Fundstücke stammen aus den Überresten der alten Shang-Hauptstadt Yin. Ein weiterer Anstieg der Bronzewährung war während der Zhou-Dynastie zu verzeichnen. In der Zeit der Streitenden Reiche kamen Bronzemünzen in Form von Messern (Dao), Spaten (Bu), Bratspießen oder Entenschnäbeln (Yibi) in Gebrauch. Südlich des Gelben Flusses waren von ca. 400–220 v. Chr. auch kleine Bronzemünzen in Gebrauch, die auf Chinesisch Ameisen Nasen Geld (Yi Bi Qian) genannt wurden. Nach einer Theorie war die Ursache das Erstarken der südlichen Fürsten und der damit verbundene Rückgang von Tributzahlungen in Form von Kaurigeld. Möglicherweise haben sich die Messer- und Spatenmünzen aber auch aus einer auf diesen beiden Gerätetypen beruhenden Naturalwährung entwickelt. Sie wurden sukzessive weiterentwickelt, in ihrer Größe reduziert und mitunter mit Schriftzeichen oder dem Namen der Münzstätte oder des Münzbeamten versehen.

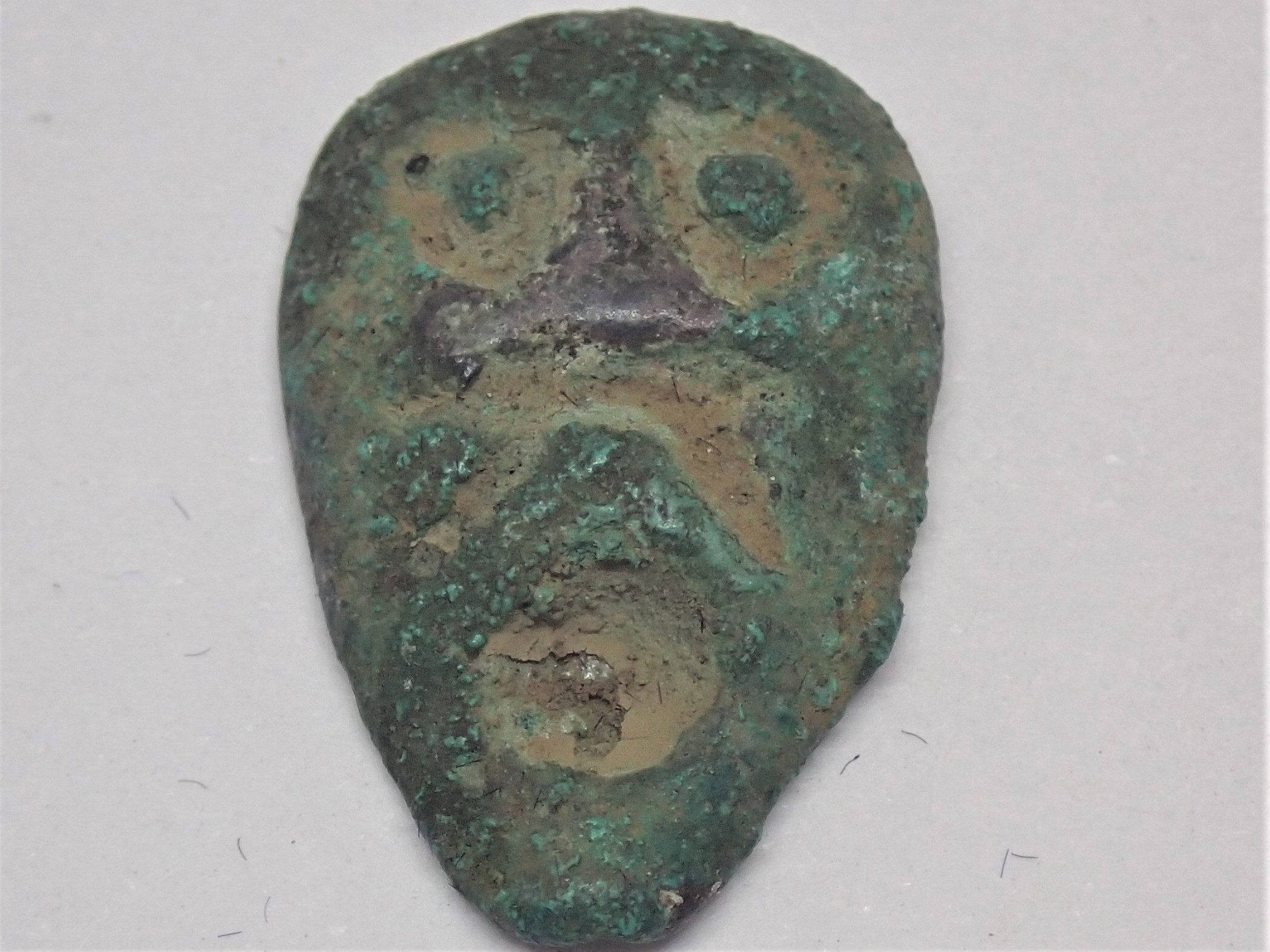
Ameisennasengeldmünze, südliches China, ca. 400–220 v. Chr.

Im Zuge der Reichseinigung 221 v. Chr. führte Kaiser Qin Shi Huangdi im Hinblick auf die Vereinheitlichung von Maßen und Gewichten auch eine gemeinsame Kupferwährung ein. Anknüpfend an Vorbilder aus Qin und anderen Altstaaten waren die Münzen rund und wiesen in der Mitte ein quadratisches Loch auf – eine Form, die bis ins 20. Jahrhundert Bestand haben sollte. Sie spielt auf die chinesische Kosmologie an, die sich die Erde als ein Quadrat und den sie überspannenden Himmel rund vorstellte. Ein trivialerer Erklärungsansatz sieht den Ursprung indes in der Form des Spinnrads. Die Münzen hatten den Wert eines halben Kupfer-Liang („Banliang“), wobei über die metrische Entsprechung dieser Gewichtseinheit keine Einigkeit besteht. Auch diese Münzen wurden mit der Zeit immer kleiner und dünner und entfernten sich damit zunehmend von ihrem ursprünglichen Nominalwert. Angesichts des geringen Wertes der Einzelmünzen wurden diese in großer Zahl auf Schnüre aufgezogen.

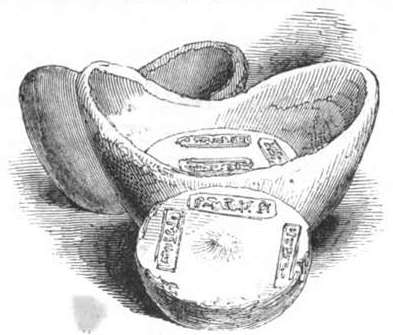
Chinesisches Syceesilber

In der Han-Dynastie wurde auf den Münzen nicht mehr das Edelmetallgewicht angegeben, sondern nur noch der Nennwert (Baotong – gültige Münze, Zhongtong – schwere Münze oder Yuantong – erste Münze) sowie der Epochenname des jeweiligen Kaisers. Daneben spielten Naturalwährungen wie Seide oder Korn weiterhin eine große Rolle. Für kleinere Zahlungen blieb auch die Kauriwährung in Gebrauch, für große verwendete man bereits Silberbarren (Sycee). Wann immer China später wieder in kleinere Herrschaftsbereiche zerfiel, führte dies auch wieder zu Diversifizierungen der Währung.

## Song-Dynastie
Als die Zeit der Fünf Dynastien durch den Aufstieg der Song 960 ihr Ende fand, galt es die Zahlungsmittel von etwa zehn Staaten zu vereinheitlichen; im Norden war eher Kupfer gebräuchlich gewesen, im Süden tendierte man mehr zu Eisen und Blei. Im Zuge des wirtschaftlichen Aufschwungs nach der Jahrtausendwende stieg auch das Münzumlaufvolumen. Insgesamt sollen unter den nördlichen Song-Kaisern 200 Milliarden Kupfermünzen geprägt worden sein, 6 Milliarden allein im Jahr 1073, dem Höhepunkt der Geldproduktion. Großen Wert legte man unter den Song auf die kalligraphische Gestaltung der Münzaufschriften. Manche stammen gar vom Kaiser Huizong sowie von dem Dichter Su Dongpo. Durch internationalen Handel kamen chinesische Zahlungsmittel auch im Ausland, insbesondere den Staaten Südostasiens in Umlauf.

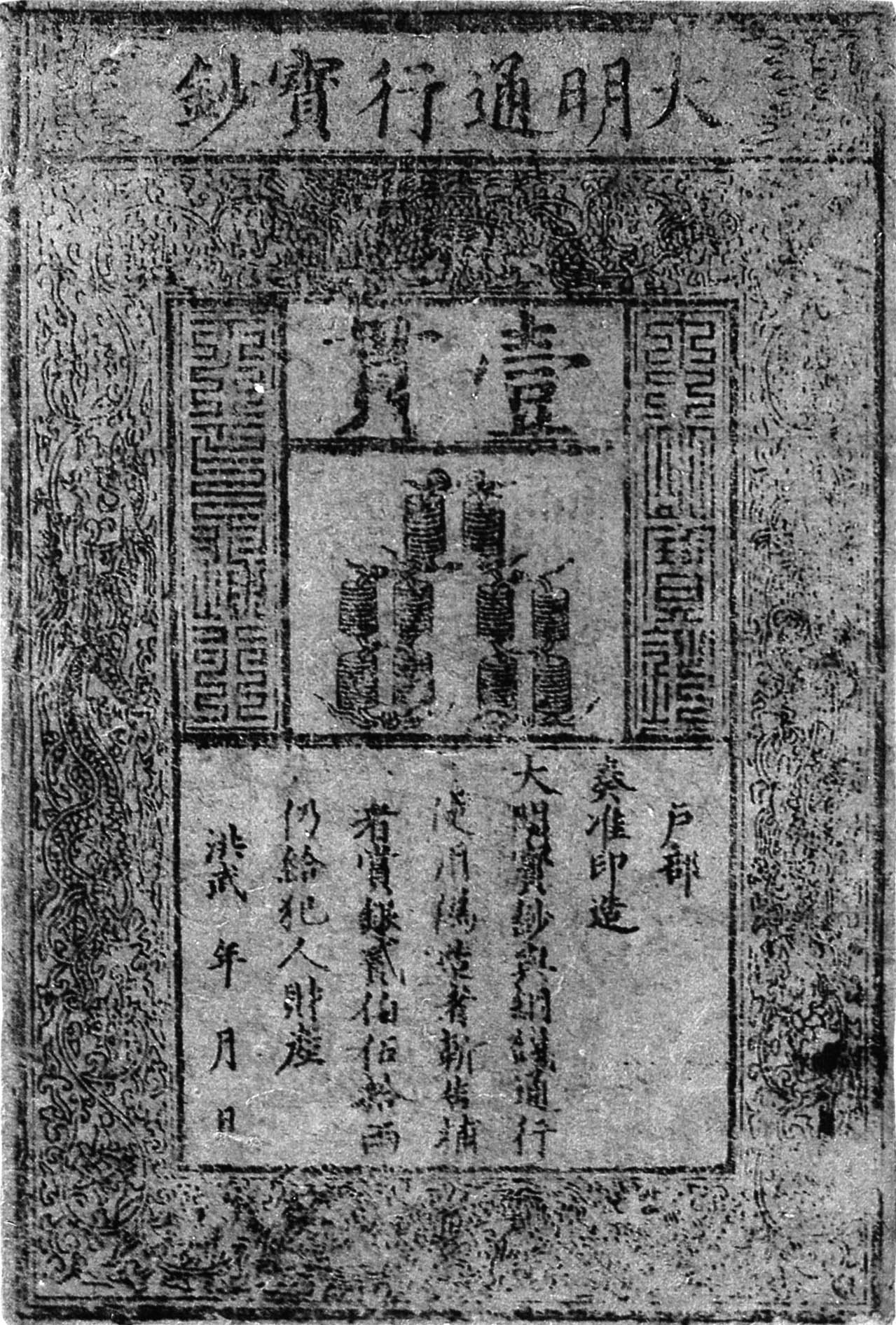
Chinesische Banknote, Hongwu-Periode

Das enorme Wirtschaftswachstum der frühen Song-Zeit erforderte eine Ausweitung der Geldmenge. Da der Materialwert der traditionell verwendeten Kupfer- und teilweise auch Eisenmünzen jedoch naturgemäß gleich blieb, wurden für gleichbleibende Transaktionen immer größere Mengen an Münzgeld benötigt. Anfang des 11. Jahrhunderts waren in Sichuan für einen einzigen Seidenballen 20.000 Käsch-Münzen zu übergeben. Der Transport, die Verwahrung und Bewachung derartig großer Münzmengen stellte die Handelsteilnehmer vor erhebliche Probleme. Provinzgouverneur Zhang Yong reagiert hierauf mit einer revolutionären Innovation: Gemeinsam mit 16 reichen Kaufleuten setzte er, anknüpfend an bereits in der Tang-Zeit aufgekommene „Schuldverschreibungen“, als Ersatzzahlungsmittel Papiergeld in Umlauf, das erste der Welt. Die anfangs recht einfach gestalteten Scheine hatten einen Nennwert von tausend Käsch. 1024 griff die Zentralregierung die Idee auf und begann monopolisiert offizielle staatliche Banknoten in Umlauf zu bringen. Sie waren durch kaiserliches Gold und Silber gedeckt und konnte sich im 12. Jahrhundert als wichtigstes Zahlungsmittel etablieren. Bekannt geworden ist es unter den Bezeichnungen Jiaozi, Qianyin, Kuaizi oder Guanzi.

## Yuan-Dynastie
Die mongolische Yuan-Dynastie behielt das Papiergeld bei, schaffte aber die Edelmetalldeckung ab und führte damit die weltweit erste Fiat-Währung ein. Der Besitz von Gold und Silber war verboten, beide Metalle mussten restlos der Regierung übergeben werden (siehe Goldverbot). Übermäßiger Banknotendruck führte immer wieder zu erheblicher Inflation, denen 1287 und 1309 nur mit einer Währungsreform begegnet werden konnte.

## Ming-Dynastie
Die inflationären Tendenzen setzten sich in der Ming-Zeit fort, weshalb 1450 der Neudruck von Banknoten ausgesetzt und erst ein Jahr vor dem Fall der Dynastie, 1643, wieder aufgenommen wurde. Wegen der traditionellen Instabilität der staatlichen Währung wurden wichtigere Transaktionen meist über eigene, private Zahlungssysteme abgewickelt. Die Instabilität lag vor allem in der mangelnden Konvertierbarkeit begründet, d. h. der Wert des Papiergelds unterlag immer Zwangsmaßnahmen, der Regulierung und Manipulation des Staates und nicht volkswirtschaftlichen Prinzipien – ein Umstand, den die konfuzianisch-allgemeingebildete Beamtenschaft nur schwer begriff.
Ab dem 15. Jahrhundert strömte verstärkt Silber aus Japan und anderen überseeischen Staaten ins Land und gewann bald erhebliche Bedeutung als Zahlungsmittel. In Guangdong konnte schon früh die Steuer in Silber bezahlt werden; für 1423 ist der allgemeine Gebrauch für das Yangzi-Delta belegt. Ab 1465 bezahlten die Provinzen ihre Tribute an die Zentralregierung in Silber, ab 1485 Bauern und Handwerker ihren Loskauf von öffentlichen Arbeiten.
Die Entwicklung verstärkte sich, als die nunmehr erstmals mit China in Handelsbeziehungen tretenden Spanier und Portugiesen das Metall in größeren Mengen aus Südamerika importierten. Allerdings wurde es nicht zu Münzen geschlagen, sondern war vielmehr in Form von Barren zu einem Liang (36 Gramm) in Umlauf, wenngleich das tatsächliche Gewicht wie auch die Reinheit des Metalls regional differieren konnte. Die Europäer verwendeten anstelle von Liang den malaiischen Ausdruck Tael.

## Qing-Dynastie

Silber-Münze – Ji Lin Chang Ping

Käsch-Münze

In der Qing-Dynastie stand man der Verwendung von Papiergeld ausgesprochen kritisch gegenüber und betrachtete den Rückgriff auf diese Geldform als Zeichen schlechter Verwaltung.
Stattdessen bestand die traditionelle Kupfer- und die neuere Silberwährung nebeneinander. Erstere basierte auf dem Kupfer-Käsch, letztere auf dem Tael, der in 10 Mace, 100 Kandarin oder 1000 Li unterteilt wurde. Nachdem Silber lange Zeit nur in Barrenform kursiert war, wurde 1792 die erste Münze aus diesem Metall herausgegeben. Der Qian Long Bao Zang wurde freilich noch gegossen, nicht etwa geprägt. 1884 verwendete man beim Ji Lin Chang Ping erstmals moderne westliche Prägetechnik – da die mit dem Abbild zweier Drachen versehene Münze nicht für den allgemeinen Umlauf, sondern eher als Sammlerstück gedacht war, sind die wenigen erhaltenen Exemplare heute sehr wertvoll.
1889 wurde der heute noch gebräuchliche Yuan eingeführt, der sich in 10 Jiao (角), 100 Fen (分) und 1000 Wen (文) unterteilte. Der Wechselkurs wurde anfangs pari an den Mexikanischen Dollar gekoppelt und entsprach damit 0,72 Tael alter Währung. Geprägt wurden Münzen mit einem Nominalwert von 1, 2, 5, 10 und 20 Wen, von 5 Fen, von 1, 2 und 5 Jiao sowie einem Yuan. Unter Kaiser Guangxu kam kurzzeitige die Sichuan-Rupie in Umlauf, mit der dem übermäßigen Zufluss indischer Rupien im südwestlichen Grenzgebiet entgegengewirkt werden sollte. Es handelt sich dabei um die erste chinesische Münze mit einem Porträtbild.
1898 begann die von der Qing-Regierung im Vorjahr ins Leben gerufene Chinesische Handelsbank mit der Ausgabe von Banknoten – den ersten seit Abschaffung des Papiergelds 1644.

### Ausländische Banken

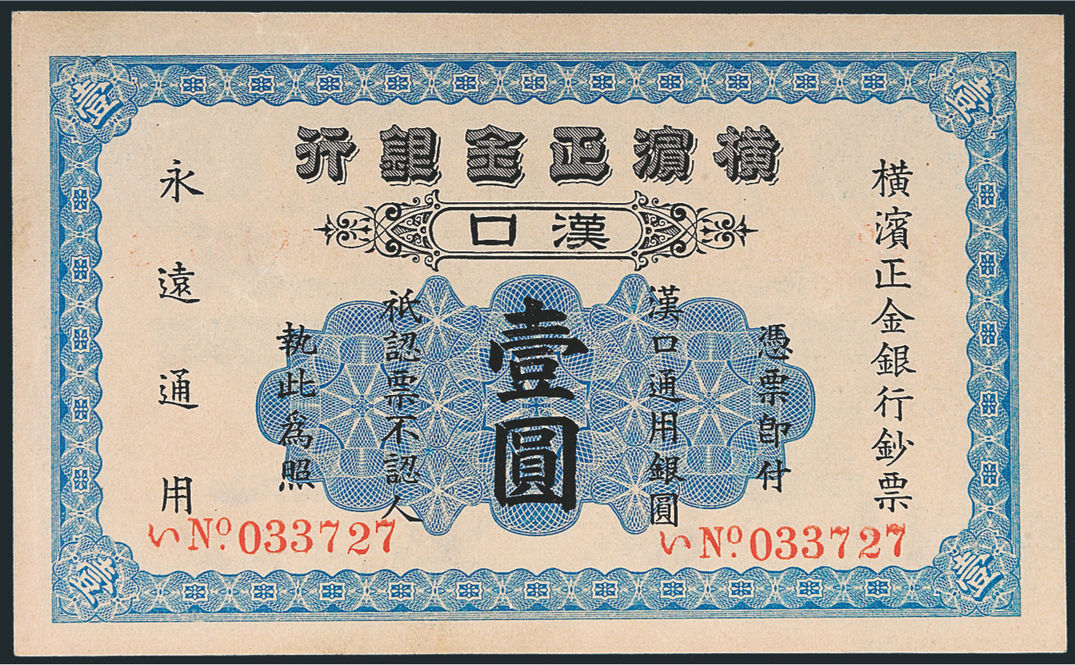
1 $ Yokohama Specie bank, Hankow, Serie 1917

Zahlreiche ausländische Banken, u. a. die HSBC, die japanische Yokohama Specie Bank, die französische Banque de l’Indochine, emittierten ab etwa 1880 bis in die späten 1930er, über örtliche Filialen silbergedeckte Noten für den lokalen Bedarf, ein Recht, das durch die Konzessionen im Rahmen der ungleichen Verträge entstanden war. Denominiert waren diese Scheine meist in Dollar oder Tael. Wegen unterschiedlichen Werts des letzteren teilweise einfach local currency genannt.

## Republik China
Nach dem Sturz der Qing-Dynastie führten die nunmehr an die Macht gekommenen Warlords in den von ihnen beherrschten Provinzen jeweils eigene Militärwährungen ein.
1914 setzte der Nationale Währungsrat der Republik China den Silberdollar ein, der trotz mehrfacher Umgestaltung bis in die 1930er Jahre fort bestand. Darunter gab es Kupfermünzen zu 5, 10, 20 und 50 Fen, ab 1940 auch Aluminiummünzen zu 1 und 5 Fen. Der Anstieg des Silberpreises in den frühen 1920ern führte zu einem erheblichen Abfluss des Edelmetalls aus China und damit zu einem Zusammenbruch des Silberstandards. 1935 beschränkte die Zentralregierung im Zuge einer Währungsreform das Recht zur Notenausgabe auf vier staatlich kontrollierte Institute, nämlich die Bank of China, die Central Bank of China, die Bank of Communications sowie später die Farmers Bank of China. Der Umlauf von Silbermünzen wurde abgeschafft, der private Besitz von Silber verboten, die Silberbestände der Geschäftsbanken de facto entschädigungslos enteignet. Stattdessen wurde der Fǎbì (法幣) eingeführt, dessen Wert schon ab 1937 immer schneller fiel, nachdem man im Rahmen der Kommunistenverfolgung die Silberdeckung zu Kriegszwecken verwendet hatte.

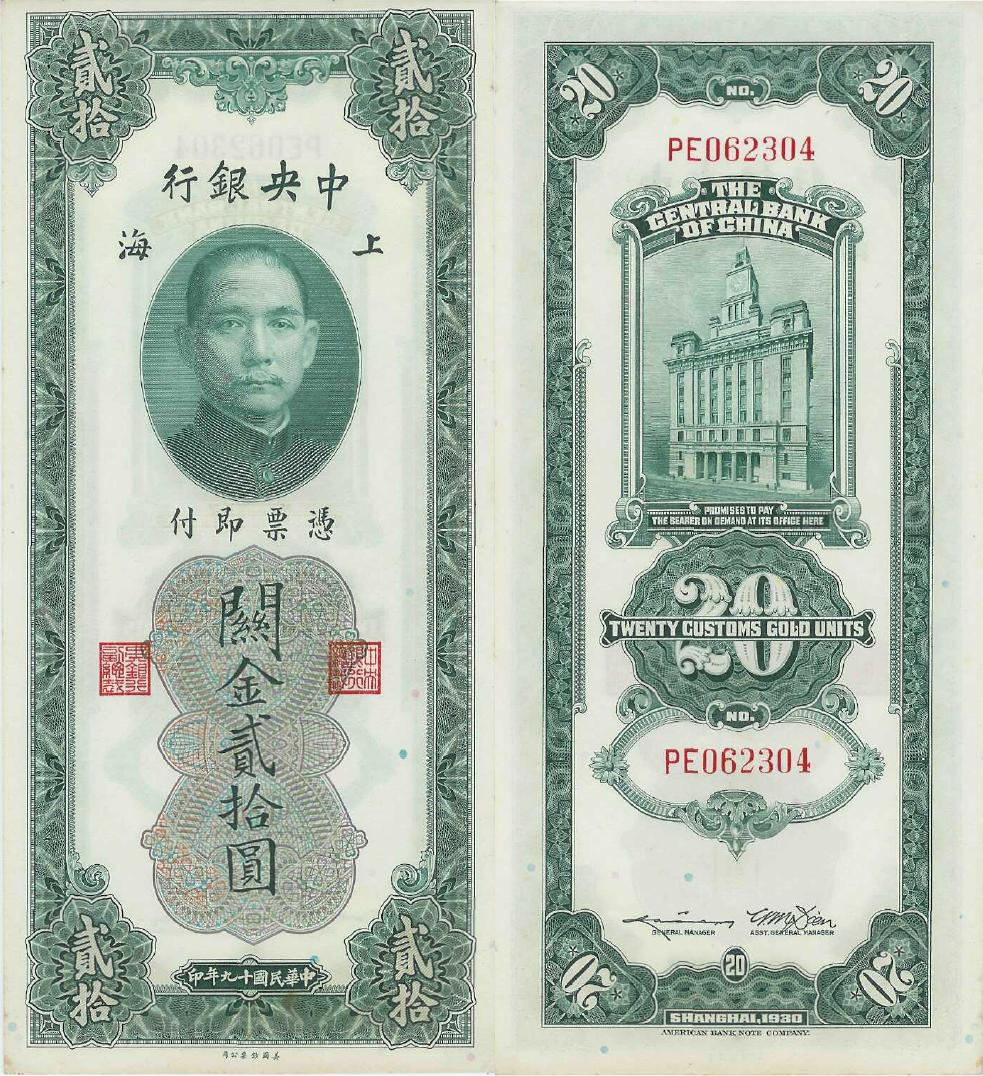
20 Custom Gold Units; 1930

Die an den US-Dollar gekoppelten und damit inflationsunabhängigen Customs Gold Units (CGU; chin. 關金圓 guānjīnyuán; 1 CGU=0,40 US-$) wurden von der Central Bank of China als Rechnungswährung eingeführt, um die Entrichtung von Zöllen und Abgaben zu erleichtern. Nachdem 1935 die Dollarkoppelung aufgegeben und die Verwendung der CGU auch für andere Transaktionen gestattet wurde, teilte das Zahlungsmittel das Schicksal der allgemeinen chinesischen Währung und versank in Inflation.
Nach dem Sieg der Amerikaner über Japan gab die Central Bank of China mit dem Nordost-Yuan (Dōngběi jiǔ shěng liútōngquàn, 東北九省流通券) eine gesonderte Währung für die ehemals japanisch verwalteten Nordostprovinzen heraus. Er sollte die Zahlungsmittel der vom Feind kontrollierten Banken ersetzen und war zehn Mal so viel wert wie der Fabi.
Der Beginn des China-Zwischenfalls hatte, bedingt durch den Anstieg der chinesischen Militärausgaben, zu einer erheblichen Abwertung des Fabi geführt. Nach dem Sieg über Japan führte die aus Chungking nach Nanking zurückgekehrte Guomindang-Regierung im August 1948 eine Währungsreform durch, um der Hyperinflation zu begegnen. Der neu geschaffene Gold-Yuan entsprach 3 Mio. Fabi oder 0,25 US-$. Die Golddeckung (1 Yuan = 0,22217 g Gold) bestand freilich nur theoretisch und so fiel auch der „Gold“-Yuan bald der Inflation anheim.
Mit einer erneuten Währungsreform 1949 kehrte die Guomindang zum Silberstandard zurück. Für einen neuen Silber-Yuan waren 100 Mio. Gold-Yuan zu bezahlen. Gedeckt wurde er durch von der chinesischen Zentralmünze geschlagene Silberdollars. Auch dem Silberyuan war keine lange Lebensdauer beschieden, kam doch wenige Monate nach seiner Einführung auf dem Festland die Regierung des Volkes an die Macht und ersetzte ihn durch den von der People’s Bank of China herausgegebenen Yuan Renminbi. Aber auch auf das Gebiet der Provinz Taiwan, dem Rückzugsgebiet der Guomindang, wurde der Silber-Yuan faktisch zum Wechselkurs 1:3 durch den „alten“ Taiwan-Dollar 1946–1949 abgelöst. De jure ist er als Zahlungsmittel erst im Jahr 2000 untergegangen.

Banknote 100 Taiwan-Dollar

Nachdem das seit 1895 japanische Taiwan 1945 an China gefallen war, wurde die 1899 von den Japanern eingesetzte halbstaatliche Zentralbank Taiwan Ginkō verstaatlicht, sie emittierte statt des Yens den kurzlebigen „alten“ Taiwan-Dollar (1946–1949). Das Verhältnis zum schon entwerteten Vorgänger betrug anfangs 1:1. Auf eine Einführung des auf dem Festland gebräuchlichen Fabi wurde bewusst verzichtet, um die damit verbundenen inflationären Tendenzen von Taiwan fernzuhalten. Da dies infolge Misswirtschaft des regierenden Generals Chen Yi nicht gelang, wurde der Taiwan-Dollar 1949 im Zuge einer Währungsreform im Verhältnis 1:40.000 durch den Neuen Taiwan-Dollar ersetzt. Seit 1961 wird dieser von der Central Bank of China als Nachfolgerin der Bank of Taiwan herausgegeben.

## Japanisches Besatzungsgeld

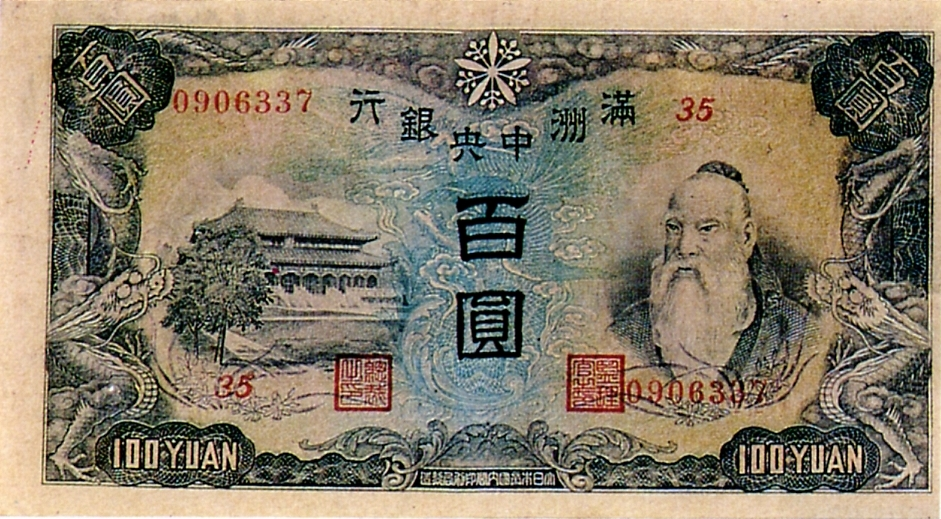
100 Mandschukuo-Yuan

Während der japanischen Verwaltung großer Teile Chinas im Zweiten Weltkrieg wurde in den betroffenen Gebieten eine Vielzahl von Währungen eingeführt, die teilweise neben dem Fabi bestanden. Zu nennen sind:
- Der Mandschukuo-Yuan; Mandschurei, ab 1932, ursprünglich Silberbindung, 1935 an den Japanischen Yen gebunden, 1945 durch den Nordost-Yuan ersetzt.
- Der Mengchiang-Yuan; Mongolei, ab 1937, Pari an den Japanischen Yen gebunden
- Der FRB-Yuan (Federal Reserve Bank of China); Peking, ab 1938 herausgegeben von der kollaborierenden Provisorischen Regierung Chinas, zuerst Pari an den Fabi gebunden, 1939 diesem gegenüber aufgewertet, 1945 durch den Guomindang-Fabi im Verhältnis 1 Yuan=0,20 Fabi ersetzt.
- Der CRB-Yuan (Central Reserve Bank of China); Nanjing, ab 1941 herausgegeben von der kollaborierenden Nanjinger Reformregierung (später: Nanjinger Nationalregierung), zuerst Pari an den Fabi gebunden, später Bindung an den japanischen Militär-Yen, 1945 durch den Guomindang-Fabi im Verhältnis 1 Yuan=0,005 Fabi ersetzt.
- Japanischer Militär-Yen; ausschließlich für Soldzahlungen an japanische Soldaten gedacht und nicht frei konvertibel zum Japanischen Yen; gesetzliches Zahlungsmittel in China seit 1937, später ersetzt durch die Scheine der von Japan kontrollierten wieder zugelassenen Banken, in Hongkong gültig bis 1945, nach Rückkehr der Briten dort durch den Hongkong-Dollar ersetzt.

## Volksrepublik China
Nach dem Sieg auf dem Festland 1948/49 führte die Kommunistische Partei Chinas dort den von der Chinesischen Volksbank herausgegebenen Yuan Renminbi ein, der im Verhältnis von 1:100.000 Yuan umgetauscht wurde.
Zunächst existierten nur Renminbi-Banknoten im Wert von 1, 5, 10, 20, 50, 100, 200, 500, 1.000, 5.000, 10.000 und 50.000 Yuan. Nach weiterem Wertverlust des Yuan im Verhältnis 1:10.000 im März 1955 gab es die Währung in den Nennwerten 1 Fen, 2 Fen, 5 Fen, 1 Jiao, 2 Jiao, 5 Jiao, 1 Yuan, 2 Yuan, 3 Yuan, 5 Yuan und 10 Yuan. 10 Fen entsprechen 1 Jiao und 10 Jiao, 1 Yuan. Die seit dem 1. Oktober 1999 gebräuchliche 3. Serie schließlich kennt nur noch Banknoten im Wert von 1, 5, 10, 20, 50 und 100 Yuan; die 1-Yuan-Note wurde erst 2004 ausgegeben. Die älteren Scheine und Münzen behalten aber ihre Gültigkeit.
Von 1979 bis 1994 hatten ausländische Besucher ihre Finanztransaktionen vermittels von der Bank of China eigens für sie herausgegebener Foreign Exchange Certificates (FEC) – „Wai-bi“ (外幣, „Fremdengeld“) im Unterschied zum „Renmin-bi“, dem „Volksgeld,“ – abzuwickeln. In China beschäftigte ausländische „Experten“ wurden teils in Renmin-bi, teils in konvertiblem Wai-bi entlohnt. Da Importwaren sowie für den Export bestimmte und daher höherwertige chinesische Produkte theoretisch Ausländern vorbehalten und somit nur gegen FEC/Wai bi erhältlich waren, entwickelte sich vor allem im Süden Chinas ein beträchtlicher Schwarzmarkt für Wai-bi.